# Série harmonique
Pour les articles homonymes, voir Série et Harmonique.
En mathématiques, la série harmonique est une série de nombres réels. C'est la série des inverses des entiers naturels non nuls :{\displaystyle \sum _{n=1}^{\infty }{\frac {1}{n}}=1+{\frac {1}{2}}+{\frac {1}{3}}+{\frac {1}{4}}+{\frac {1}{5}}+\cdots .} Elle tire son nom par analogie avec la moyenne harmonique, de la même façon que les séries arithmétiques et géométriques peuvent être mises en parallèle avec les moyennes arithmétiques et géométriques.
Elle fait partie de la famille plus large des séries de Riemann, qui sont utilisées comme séries de référence : la nature d'une série est souvent déterminée en la comparant à une série de Riemann et en utilisant les théorèmes de comparaison.

## Définition
Le terme général (un) de la série harmonique est défini par
{\displaystyle \forall n\in \mathbb {N} ^{*}\quad u_{n}={\frac {1}{n}}}.
On appelle n-ième nombre harmonique (noté classiquement Hn) la n-ième somme partielle de la série harmonique, qui est donc égale à
{\displaystyle H_{n}=1+{\frac {1}{2}}+{\frac {1}{3}}+{\frac {1}{4}}+\cdots +{\frac {1}{n}}=\sum _{k=1}^{n}{\frac {1}{k}}}.

## Divergence de la série harmonique

### Calcul des premiers termes
En calculant les premières sommes partielles de la série harmonique, il apparaît que la suite de nombres obtenus est croissante, mais à croissance lente : on pourrait croire qu'il s'agit d'une série convergente.
| Valeur de n            | 1 | 2   | 3   | 4   | 5   | 6   | 7   | 8   | 9   | 10  | 11  | 12  | 13  | 14   | 15   | 16   | 17   | 18   | 19   | 20   |
| Valeur approchée de Hn | 1 | 1,5 | 1,8 | 2,1 | 2,3 | 2,5 | 2,6 | 2,7 | 2,8 | 2,9 | 3,0 | 3,1 | 3,2 | 3,25 | 3,32 | 3,38 | 3,44 | 3,49 | 3,55 | 3,60 |

En fait, la série harmonique diverge, ses sommes partielles tendent vers +∞.
| Valeur de n            | 10  | 102 | 103 | 104 | 105  | 106  | 107  | 108  | 109  |
| Valeur approchée de Hn | 2,9 | 5,2 | 7,5 | 9,8 | 12,1 | 14,4 | 16,7 | 19,0 | 21,3 |

Dans le tableau ci-dessus, à chaque fois qu'on multiplie la valeur de n par 10, il semble qu'on rajoute une constante à Hn, de l'ordre de 2,3 ≃ ln(10). Ce comportement apparent est de type logarithmique en n. C'est bien ce qu'on obtient en faisant une étude asymptotique plus poussée.

### Démonstrations de divergence
La première démonstration de la divergence de la série harmonique est due à Nicole Oresme, parue dans Questiones super geometriam Euclidis (1360),. Elle consiste à remarquer que :
H4 = 1 + 1/2 + (1/3 + 1/4) ≥ 1 + 1/2 + (1/4 + 1/4) = 1 + 1/2 + 1/2
H8 = 1 + 1/2 + (1/3 + 1/4) + (1/5 + 1/6 + 1/7 + 1/8) ≥ 1 + 1/2 + (1/4 + 1/4) + (1/8 + 1/8 + 1/8 + 1/8) = 1 + 1/2 + 1/2 + 1/2
et ainsi de suite, les H d'indice une puissance de 2 augmentant indéfiniment.
On peut aussi montrer que la suite (Hn) tend vers +∞ en remarquant que pour tout n, H2n – Hn ≥ 1/2, donc que cette suite n'est pas une suite de Cauchy.
On peut également comparer la série harmonique à la série télescopique {\displaystyle (v_{n})_{n\in \mathbb {N} ^{*}}} bien choisie, définie par :
{\displaystyle v_{n}=\ln(n+1)-\ln n=\ln \left(1+{\frac {1}{n}}\right)\sim {\frac {1}{n}}}.
Alors {\displaystyle v_{n}} est le terme général d'une série divergente, à termes positifs, donc par comparaison, la série harmonique diverge elle aussi.
On peut aussi montrer le résultat à l'aide de la méthode de comparaison série-intégrale (c'est un peu ce qui est caché, d'ailleurs, dans le choix « judicieux » de la série télescopique {\displaystyle (v_{n})_{n\in \mathbb {N} ^{*}}} ci-dessus).

## Développement asymptotique deHn
Tous les termes du développement asymptotique peuvent s'obtenir par exemple par la méthode de comparaison série-intégrale.

### Équivalent deHn

On utilise l'encadrement suivant, lié à la décroissance de la fonction inverse (on peut étudier le graphique ci-contre pour s'en convaincre) :
{\displaystyle \int _{n}^{n+1}{\frac {1}{t}}\,\mathrm {d} t\leq {\frac {1}{n}}\leq \int _{n-1}^{n}{\frac {1}{t}}\,\mathrm {d} t.}
En sommant de 2 à N cette relation, puis en ajoutant 1, on obtient avec le calcul des intégrales :
{\displaystyle 1+\ln(N+1)-\ln(2)=1+\int _{2}^{N+1}{\frac {1}{t}}\,\mathrm {d} t\leq H_{N}\leq 1+\int _{1}^{N}{\frac {1}{t}}\,\mathrm {d} t=1+\ln(N).}
En faisant le quotient par {\displaystyle \ln N}, on détermine finalement par encadrement que {\displaystyle {\frac {H_{N}}{\ln N}}}, tend vers 1 en l'infini, ce qui montre l'équivalence (en l'infini puisqu'il s'agit du développement asymptotique) :
{\displaystyle H_{N}\sim \ln N.}

### Second terme du développement asymptotique
La suite (Hn – ln n) admet une limite finie qui est traditionnellement notée avec la lettre grecque γ et appelée constante d'Euler-Mascheroni. On a donc la formule d'Euler :
Les six premiers chiffres du développement décimal de la constante d'Euler sont :

### Termes suivants du développement asymptotique
La méthode est détaillée dans l'article comparaison série-intégrale et généralisée à d'autres séries (obtenant la formule d'Euler-Maclaurin). On peut également obtenir ces termes en utilisant le théorème de sommation des relations de comparaisons. Les premiers termes du développement sont
{\displaystyle \sum _{k=1}^{n}{\frac {1}{k}}=\ln n+\gamma +{\frac {1}{2n}}-{\frac {1}{12n^{2}}}+{\frac {1}{120n^{4}}}-{\frac {1}{252n^{6}}}+{\frac {1}{240n^{8}}}-{\frac {1}{132n^{10}}}+O\left({\frac {1}{n^{12}}}\right).}

## Série harmonique alternée
Alors que les termes de la série harmonique sont tous positifs, on se propose ici de faire alterner les signes de la série. Le terme général (un) de la série harmonique alternée est défini par
{\displaystyle \forall n\in \mathbb {N} ^{*}\quad u_{n}={\frac {(-1)^{n-1}}{n}}.}
C'est donc une variante de la série harmonique. L'alternance des signes change tout puisque cette série converge, par le critère de convergence des séries alternées. On peut se servir de la formule d'Euler ci-dessus pour redémontrer sa convergence et déterminer sa somme, :
{\displaystyle \sum _{n=1}^{\infty }{\frac {(-1)^{n-1}}{n}}=1-{\frac {1}{2}}+{\frac {1}{3}}-{\frac {1}{4}}+\cdots +{\frac {(-1)^{n-1}}{n}}+\dotsb =\ln 2.}
Cette série n’est cependant que semi-convergente, et l’on peut, d’après le théorème de réarrangement de Riemann, la rendre divergente, ou la faire converger vers n’importe quel réel, en changeant l’ordre de ses termes.

## Quelques propriétés des nombres harmoniques
Les seuls nombres harmoniques décimaux sont H1 = 1, H2 = 1,5 et H6 = 2,45.
Pour tout nombre premier p ≥ 5, le numérateur de Hp–1 est divisible par p2.
Pour plus de propriétés, voir l'article détaillé.

## Applications

Le problème d'empilage de blocs : des dominos alignés en respectant la série harmonique pourraient franchir un espace de longueur arbitraire.

La série harmonique apparaît dans de nombreux problèmes de mathématiques récréatives, où sa lente divergence amène à des résultats contre-intuitifs, voire paradoxaux.
Dans le problème d'empilage de blocs, un calcul soigné montre qu'il est théoriquement possible d'empiler une arche formée de dominos identiques  pour obtenir un surplomb aussi large qu'on veut, le surplomb obtenu à partir de  {\displaystyle n} dominos de longueur 2 étant le {\displaystyle n}-ème nombre harmonique {\displaystyle H_{n}},
De même, dans le problème de la fourmi sur un élastique, alors que la fourmi avance à un centimètre par minute,  et que l'élastique mesurant au départ un mètre, est étiré d'un mètre par seconde, la fourmi atteindra néanmoins finalement l'autre extrémité : la fraction de ruban qu'elle parcourt  en n secondes est {\displaystyle {\frac {1}{6000}}\sum _{k=1}^{n}{\frac {1}{k}}}, et la série étant divergente, ce nombre finira nécessairement par dépasser 1 (cependant, le temps de traversée est démesurément long, de l'ordre de e6000 secondes, soit plus de 102000 années).
La série harmonique apparaît également dans le problème de la traversée du désert, où une jeep doit traverser un désert en ayant la possibilité de faire des dépôts de carburant sur son trajet ; la distance pouvant être parcourue est aussi grande qu'on veut, mais le nombre de dépôts (et la quantité de carburant consommée) croît exponentiellement avec la distance.